# Święto wojska
Święto wojska (święto armii) obchodzone jest w wielu krajach. Przeważnie wybierano dzień związany z powstaniem armii narodowej, z głośnym sukcesem odniesionym na polu bitwy albo zwycięskim zakończeniem wojny. 

## Historia polskiego święta wojska
- Księstwo Warszawskie
  - Szczególnie uroczyście obchodzone przez Armię Księstwa Warszawskiego urodziny cesarza Napoleona Bonaparte (15 sierpnia) były nieformalnym świętem polskiej armii.
- II Rzeczpospolita
  - od 1919 -  6 sierpnia - w  rocznicę wyruszenia w 1914 do walki Pierwszej Kompanii Kadrowej, pod dowództwem Józefa Piłsudskiego,
  - od 1923 - 15 sierpnia - Święto Żołnierza - obchodzone w  rocznicę  Bitwy Warszawskiej w 1920. Wprowadzone rozkazem ministra spraw wojskowych nr 126 z dnia 4 sierpnia 1923, pozostało do 1947.

W okresie  II Rzeczypospolitej  szczególnie wysoką rangę nadawano świętom pułkowym, a awanse wręczano 19 marca (imieniny Józefa Piłsudskiego) i 11 listopada (Dzień Niepodległości).
- PRL

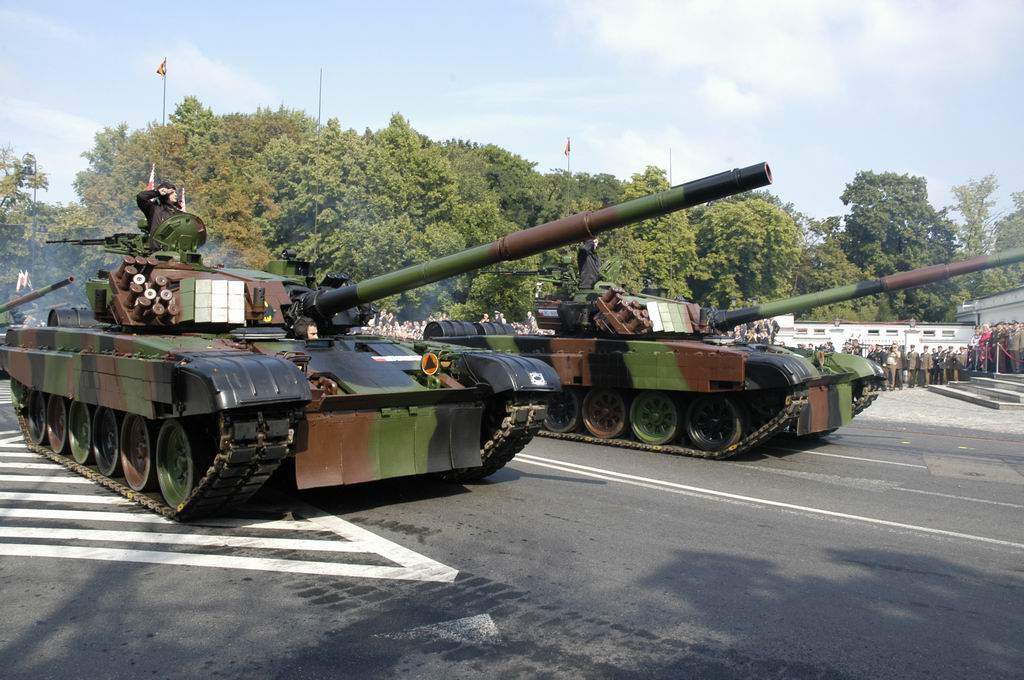
Święto Wojska Polskiego w Warszawie, 15 sierpnia 2008

  - od 1947 - 9 maja - Narodowe Święto Zwycięstwa i Wolności - rocznica zakończenia II wojny światowej w Europie w 1945 (według chronologii radzieckiej),
  - od 1950 - 12 października - Dzień Wojska Polskiego obchodzony w rocznicę bitwy pod Lenino, ustanowiony dekretem Rady Ministrów z 7 października 1950 (Dz.U. nr 45, poz. 411), a zatwierdzony przez Radę Państwa. Dekret podpisali: Prezydent Rzeczypospolitej Bolesław Bierut i Prezes Rady Ministrów Józef Cyrankiewicz.
- III Rzeczpospolita
  - od 1992 - 15 sierpnia - Święto Wojska Polskiego, w rocznicę Bitwy Warszawskiej w 1920 (wprowadzone ustawą Sejmu z 30 lipca 1992, obowiązującą od 13 sierpnia 1992),
  - od 2015 - 8 maja - Narodowy Dzień Zwycięstwa - rocznica zakończenia II wojny światowej w Europie w 1945 (według chronologii zachodniej).

Od okresu międzywojennego 29 listopada w rocznicę Nocy Listopadowej obchodzony jest Dzień Podchorążego. 
Powraca zwyczaj obchodzenia święta pułku, ale w znacznie skromniejszym wydaniu niż w przedwojennym.